# Sexto Vetuleno Cívica Cerial
Sexto Vetuleno Cívica Cerial (em latim: Sextus Vettulenus Civica Cerialis) foi um senador romano eleito cônsul em 106 com Lúcio Ceiônio Cômodo. Seu cognome "Cerialis" é de origem sabina e sua família era oriunda de Reate, a antiga capital sabina, à nordeste de Roma. Era filho de Sexto Vetuleno Cerial, cônsul sufecto em 72 ou 73, comandante militar durante a Grande Revolta Judaica e governador da Judeia entre 70 e 71. 

## Família
Vetuleno se casou duas vezes. Com a primeira esposa, de nome desconhecido, teve Sexto Vetuleno Cívica Pompeiano, cônsul em 136. Da segunda, chamada Pláucia (que pode ter sido Fundânia Pláucia, a mãe de Lúcio Élio), teve Marco Vetuleno Cívica Bárbaro, cônsul em 157.